# Jessica Fletcher
Jessica Beatrice Fletcher (de soltera, Jessica Beatrice MacGill; también conocida por el pseudónimo con el que firma sus novelas policíacas, J.B. Fletcher) es el personaje protagonista de la serie de televisión Se ha escrito un crimen, interpretado por la actriz Angela Lansbury. El éxito de la serie, que llegó a tener doce temporadas y 264 episodios, hizo que el personaje de Jessica Fletcher apareciese también en algunas películas para televisión, posteriores a la cancelación de la serie, y en varias novelas. Todas ellas, tanto las películas como las novelas, mantienen la misma estructura narrativa que los episodios de la serie.
El personaje de la señora Fletcher se inspira en el de Miss Marple, de Agatha Christie. Se trata de una profesora de inglés jubilada, que vive en la localidad ficticia de Cabot Cove, en Maine. Tras retirarse de la enseñanza, se dedica a escribir novelas policíacas y alcanza un enorme éxito, lo que la lleva a pasar largas temporadas en Nueva York, viajar por todos los Estados Unidos e incluso recorrer otros países, normalmente de habla inglesa. Allá donde va, en cada episodio de la serie, se produce un asesinato, pero ella siempre logra identificar al asesino, gracias a su talento como escritora de misterio y a su capacidad de observación.

## Datos biográficos
Los antepasados de Jessica proceden de Kilcleer, en el Condado de Cork, Irlanda. Tiene dos hermanos, Marshall, que es médico, y Martin, y dos hermanas. El apellido de soltera del personaje es MacGill, que se inspira en el apellido de soltera que tenía en la vida real la madre de la actriz Angela Lansbury. Antes de conocer al que sería su marido, Frank Fletcher, Jessica estudió Periodismo en el Harrison College de Green Falls, Nuevo Hampshire y en el episodio Alma Murder se menciona que fue miembro de la sororidad Delta Alpha Chi. Sin embargo, no fue al periodismo a lo que se dedicó, sino que trabajó toda su vida como profesora de inglés en un pequeño y pintoresco pueblo de la costa atlántica de Maine, el ficticio Cabot Cove, de aproximadamente 3500 habitantes.
El capitán Frank Fletcher, el marido de Jessica, murió en los primeros años de la década de 1980, fruto de una enfermedad. Al enviudar y retirarse de la enseñanza, Jessica comienza a escribir su primera novela, El cadáver bailó a medianoche (The corpse danced at Midnight), para tratar de conjurar la tristeza por la pérdida de su marido. Por casualidad, un día llega a Cabot Cove un editor de Nueva York, que publica su manuscrito, convirtiéndolo en poco tiempo en un éxito mundial. Jessica comienza, así, en su vejez, una exitosa carrera como escritora de novelas policíacas y de misterio. Sus logros literarios la llevan a pasar largas temporadas en Nueva York, bien sea para trabajar y negociar con su editorial, bien sea para dar clases de Criminología e impartir talleres de literatura en la Universidad de Manhattan. Esto permitió a los guionistas ampliar los horizontes de la serie fuera de Nueva Inglaterra y enriquecer y variar las tramas.
Además, aunque Jessica no tuvo hijos de su matrimonio con Frank, cuenta por todos los Estados Unidos con una interminable colección de sobrinos, primos, cuñados y demás parientes más o menos próximos, que la invitan a sus casas y que siempre necesitan su ayuda, para que resuelva un asesinato que se ha producido en su entorno. Especialmente propenso a meterse en líos es su sobrino favorito, Grady Fletcher, que se crio durante un tiempo con Jessica y con Frank, y que siempre parece elegir a la chica equivocada, hasta que finalmente, tras varias temporadas, se casa con Donna.

## Familia y parientes
Hermanos y cuñados
- Marshall MacGill (hermano) 1922
- Martin MacGill (hermano) 1927
- Isobel MacGill (hermana) 1929
- Margaret MacGaill (hermana) 1934
- Neil Fletcher (cuñado) 1924
- Constance Fletcher (cuñada)1926
- Louise Morton (cuñada)1923

Sobrinos
- Victoria Brandon (casada con Howard Griffin) 1946
- Carol Donovan (hija de Margaret) 1956
- Pamela MacGill-Crane (hija de Marshall)1948
- Nita Donovan (hija de Margaret)1958
- Tracy MacGill (hija de Martin)1952
- Jill Morton (hijo de Louise)1945
- Audrey Fletcher-Bannister (hijo de Constance) 1947
- Carol Bannister (sobrina nieta)1977
- Carrie Palmer (hija de Isobel)1953
- Grady Fletcher (el sobrino favorito de Jessica)1949
- Johnny Palmer (hijo de Isobel)1955
- Frankie Fletcher (sobrino nieto, hijo de Grady)1981
- Mary Donovan (hija de Margaret)1961
- Timothy Donovan (hijo de Margaret)1964
- Cecil Palmer (hija de Isobel)1956
- Sunny Gray (sobrina nieta) 1982
- Ricard Morton (sobrino nieto)1979
- Charles Morton (sobrino nieto)1981
- Alice Gray (sobrina nieta)1984
- Eduard Gray (sobrino nieto)1987

Primos
- Abby Benton Freestone (Lynn Redgrave)
- Emma MacGill (Angela Lansbury)
- Ann Owens Lawton (Shirley Jones)
- Helen Owens (Doris Roberts)
- George Owens (Robert Walker Jr.)
- Calhoun "Cal" Fletcher

Otros parientes
- Mildred (tía del marido de Jessica, Frank) 1901
- Amanda (tía abuela del marido de Jessica, Frank)1889
- Claude (padre fallecido)1899
- Cecilia (madre)1902
- Mary (abuela materna fallecida)1879
- Patrick (abuelo materno fallecido)1867
- Henry (abuelo paterno fallecido)1876
- Violet (abuela paterna fallecida)1878

## Carrera literaria
La producción literaria de Jessica Fletcher es muy amplia y comprende varias decenas de novelas policíacas y de misterio. Escritas en principio a máquina, con una vieja Royal KMM, posteriormente, a partir de la octava temporada (1991-1992), empieza a utilizar un ordenador personal Intel 80386, con Windows 3.1.
Entre las novelas firmadas por J.B. Fletcher, éstas son las mencionadas en los episodios de la serie:
- El cadáver bailó a medianoche (The corpse danced at midnight)
- Canto fúnebre para un perro salchicha muerto (Dirge for a dead dachshund)
- Una rosa olvidada a su lado (A faded rose beside her)
- Asesinato en el Amazonas (Murder on the Amazon)
- La venganza del amante (Lover's revenge)
- Los asesinatos del paraguas (The umbrella murders)
- Asesinato en el albergue (Murder at the inn)
- Asesinato en las excavaciones (Murder at the digs)
- Asesinato en clave menor (Murder in a minor key)
- La mancha en las escaleras (The stain on the stairs)
- El misterio de los secuaces mutilados (The mystery of the mutilated minion)
- Los delitos de Belgrado (The Belgrade murders)
- La clínica de la muerte (Sanitarium of death)
- La venganza de Calvin Canterbury (Calvin Canterbury's revenge)
- Asesinato en el asilo (Murder at the asylum)
- El asesinato llega a Maine (Murder comes to Maine)
- Adiós, Charlie (Good-bye, Charlie)
- El cadáver que no estaba (The corpse that wasn't there)
- Cenizas, cenizas, cae muerto (Ashes, Ashes, fall down dead)
- Los mensajeros de medianoche (The messengers of midnight)
- El veneno en mi corazón (The poison in my heart)
- Todos los culpables (All the murderers)
- Asesinato en la cima de la cresta (Murder at the ridge top)
- El cadáver en las vísperas (The corpse at Vespers)
- Los homicidios de la triple corona (The triple crown murders)
- La cripta de la muerte (The crypt of death)
- Un homicidio en Hastings Rock (A killing at Hastings Rock)
- El prófugo (The uncaught)
- Homicidio en blanco (Murder in white)
- El muerto debe cantar (The dead must sing)
- El asesino llamado Collect (The killer called Collect)
- Muerto del todo (Stone cold dead)
- En peligro (Endangered)
- Los asesinatos de la rampa de lanzamiento (The launch pad murders)
- Pasarela para un homicidio (Runway to murder)
- San Valentín venenoso (Venomous Valentine)
- Un caso y medio homicidio (A case and a half of murder)
- Saludos cordiales, Damian Sinclair (Yours truly, Damian Sinclair)
- El hombre muerto cantó (The dead man sang)
- El cadáver nadó al claro de luna (The corpse swam by moonlight)
- El aspecto cero (The zero aspect)

## Curiosidades
Ya desde las primeras temporadas de la serie queda establecido que Jessica no sabe conducir. Esto se debe a que la propia actriz, Angela Lansbury, carece, ella también, de permiso de conducir.
En la serie se menciona que la casa de Jessica Fletcher en Cabot Cove se ubica en el número 698 de Candlewood Lane (Cabot Cove, 03041 Maine). Mientras vive en Nueva York, su residencia se localiza en los Penfield House Apartments, en el número 941 de la West 61st St. (Manhattan, Nueva York).